# 新浪微博相关争议
对新浪微博的争议主要介绍在使用新浪微博时存在或曾经存在的争议问题。

## 敏感期間的審查
而新浪微博具体在中華人民共和國國內外的多次重大事件中均进行了内容限制或審查：
- 2010年7月11日开始，也就是2010年廣州撐粵語行動发生后
- 2010年10月8日及12月10日，也就是刘晓波宣布获得并得到2010年诺贝尔和平奖后
- 2011年1月25日开始，也就是2011年埃及革命发生后
- 2011年2月20日开始，也就是中國茉莉花革命發生後，新浪微博暂时关闭了搜索功能、发图功能和转发功能，而试图发布相關內容想法的用户账户亦被暂时锁闭[1]。
- 2011年6月10日开始，也就是2011年廣州市新塘事件发生后
- 2011年7月6日开始，新浪微博上疯狂传播前中共中央总书记江泽民已经逝世的谣言，为此新浪微博在搜索里设置了大量关键词（包括「江」、「总书记」、「心肌梗塞」、「亞視」等）[2]（參見香港亞洲電視誤報江澤民逝世事件）
- 2011年10月，当占领华尔街运动在美国及世界其他地区引起广泛关注后，中国数字时代敏感词开源项目报道了新浪微博在搜索功能里屏蔽了所有包含“占领”与“省会城市”的组合词组，以及“占领中国”、“占领中南海”等关键词。[3]
- 2011年12月至次年1月，新浪微博在其搜索功能内屏蔽了大量关于乌坎事件的关键词，并在此后的几个星期内一直调整、添加与该事件相关的禁词。例如，“乌坎”与“薛锦波”等关键词曾被反复屏蔽及解封，而薛锦波之女薛健婉的名字也曾被加入到搜索禁词之列。[4][5][6]
- 2012年3月31日，因原中共中央政治局委员、重庆市委书记薄熙来与王立军事件，在网上传播“军车进京、北京出事”网友李某、唐某等6人被予以拘留，新浪微博被迫关闭评论整顿3天（自3月31日上午8时至4月3日上午8时），进行集中清理。腾讯微博也同时进行了为期三天的禁止评论。[7][8][9]
- 2018年7月，有网民发微博称被央視前主持人朱軍性騷擾，新浪微博將朱軍設置為敏感詞，曝光其性騷擾之女生弦子的原博也遭刪除。[10]
- 2020年，部分网民因对中国政府在“新冠病毒”疫情中的表现极为愤怒，将矛头直指“亲自部署亲自指挥”的中共中央总书记习近平，在社交平台开始转发“翠”这个字，新浪微博上甚至还出现了“每日祈翠超话”，但該話題馬上遭遇封禁。[11]
- 2022年5月10日，世卫组织总干事谭德塞发表对中国大陆COVID-19的零容忍政策不可持续的评论，随着在中国社交媒体上遭到了屏蔽[12][13]。
- 2022年6月27日，中共北京市委书记蔡奇在一场党代会上做报告时说出「未来5年持续进行常态化疫情防控」的新闻受到其他媒体的转载和广传，并引起舆论诟病。微博随着将「未来五年」的讨论进行删除和屏蔽[14]。
- 2022年9月，加拿大与美国驻中国大使馆官员表示，它们在微博和微信分享关于联合国新疆人权报告的帖子遭到审查[15][16]。
- 2022年10月22日中国共产党第二十次全国代表大会的闭幕会中，坐在习近平身旁的前中共中央总书记胡锦涛突然被工作人员带离现场，中国官方也启动维稳行动，微博随着全面封杀胡锦涛与其子、时任丽水市委书记胡海峰的相关讨论[17][18]。
- 2022年11月24日新疆乌鲁木齐高层住宅楼发生火灾事件，微博针对相关讨论展开删论和過濾行动[19]。包括中共中央總書記習近平因慰問索羅門群島地震引起了民憤，而将「索羅門群島」列為禁搜詞[20]。

## 網路霸凌
自中國大陸的行動網際網路發展開始，儘管有嚴厲的言論管制，但存在於新浪微博的網路霸凌問題還是日益嚴重，嚴重程度甚至被中國政府指出其成爲了中國大陸輿論的「垃圾場」。至今雖然已多重手段打擊網路霸凌，包括使用者實名制，但仍效果不佳。新浪微博管理層也多次遭网信部门約談整改。政府部门也尝试用“正能量”内容加强宣传，挤占网络暴力等“负能量”的生存空间。開始這些網路霸凌針對的是一些知名社會人物、網路紅人等，而後更發展至針對個人、地方人群、地方民俗等等，甚至有人員濫用私權的情況發生。新浪微博的網路霸凌問題間接導致了熱搜板塊被下線事件的發生。

## 大规模流量造假
新浪微博自开通以来，就始终存在着大规模的流量造假行为，比如“花钱上热搜”“花钱撤热搜”“花钱买僵尸粉”“花钱买转发”等，甚至有人在淘宝等购物网站对此明码标价，同时也催生了制造虚假流量的产业链。为此公安部门曾对此予以打击，如北京警方就曾查处制造了“蔡徐坤一亿转发”的“星缘APP”，但仍难杜绝流量造假。《南方都市报》报道称，新浪微博在购买热门关键词、广告推荐位、修改认证、购买粉丝、转评赞均有造假的情况，每项数据生意都有明码标价，甚至还有专门的课程传授造假技术。
2018年1月27日，国家网信办、北京市网信办针对新浪微博对用户发布违法违规信息对该企业负责人进行约谈。北京网信办相关负责人指出，新浪微博违反国家有关互联网法律法规和管理要求，传播违法违规信息，存在严重导向问题，持续传播炒作导向错误、低俗色情、民族歧视等违法违规有害信息，对网上舆论生态造成恶劣影响，责令其立即自查自纠，全面深入整改。新浪微博负责人表示，将严格落实网信部门管理要求，对问题突出的热搜榜、热门话题榜、微博问答功能、热门微博榜明星和情感版块、广场头条栏目情感版块暂时下线一周进行整改，于2月3日恢复上线。
1月28日，新浪微博细化整改措施，并根据1月以来的统计情况，公布了刷榜行为突出的话题与热搜词31个，包括“王乐乐微博”、“魏千翔”等。新浪微博表示，以上相关明星、节目、事件名称，3个月内不能再上热门话题榜和热搜榜，相关账号3个月内不能主持话题。消息传出后，涉事明星周笔畅、张若昀均表示，话题发起人、主持人及被查出的刷榜行为均非二位明星所在工作室操作。
2月3日21时，新浪微博热搜版块经整改后重新上线。整改后的微博热搜在多个板块都增加了一条置顶内容，同时新增“新时代”栏目。另外，微博热搜原有的明星娱乐八卦事件大幅度减少，侧重关注重要新闻、正能量事件和人物。
2019年7月，北京市消费者协会陆续接到多起因新浪微博明星停榜引发的退款投诉，消费者反映为参加新浪微博“明星势力榜”的某明星打榜而购买虚拟鲜花，7月14日主办方发布公告暂停该明星的上榜资格，并承诺对当月为该明星购买鲜花的用户进行退款。为此，北京市消协于22日联合海淀消协紧急约谈新浪微博相关负责人。
2020年6月10日，国家网信办再次约谈新浪微博。根据网信办微信公众号发布的消息，新浪微博在蔣凡的輿論事件中干擾網上傳播秩序，以及傳播違法違規信息，責令其立即整改，要求暫停更新微博熱搜榜、熱門話題榜一周，時間自6月10日15時至6月17日15時，同時要求微博嚴肅處理相關責任人，並將予以罰款。为打击流量造假，微博于6月15日宣布留言必须关注博主7天以上。
2021年12月14日，国家网信办发布消息称，国家网信办负责人约谈新浪微博主要负责人、总编辑，针对新浪微博及其账号屡次出现法律、法规禁止发布或者传输的信息，情节严重，责令其立即整改，严肃处理相关责任人。该局披露，2021年1月至11月，国家网信办指导北京市网信办，对新浪微博实施44次处置处罚，多次予以顶格50万元人民币的罚款，共累计罚款1430万元。此次被处罚金额为300万元。新浪微博回应称，网站诚恳接受主管部门批评，认真落实整改要求，坚决履行好主体责任，不断提升生态治理水平，并按照主管部门要求，成立整改落实工作小组。

## 自媒体审查不严
2020年7月28日，微博發布關於開展整治平台和打擊標題黨與黃色訊息的公告。新浪微博也开展专项整治，公示第一批违规帐号136个违规帐号。其中涉黄低俗帐号86个、散播虚假资讯发布不实资讯帐号30余个、宣扬仇恨散布极端观点恶意行销帐号2个等。官方自媒体“长安剑”曾指出，自媒体平台有广告贴片功能，读者每点一次，号主可收入一两角钱，若文章流量足够高，可给号主带来固定收益。因此，网络水军批量发布文章，再用海量帐号轰炸式发布，以赚取相关费用。

## 霸王著作權條款
2017年改版的新浪微博《微博服務使用協議》1.3款規定：
|  | 用戶在微博上發布信息，等於授權微博平台作為該內容的「獨家發布平台」，用戶所發表的微博內容僅在微博平台上予以「獨家展示」。 |

儘管被法律界人士認爲是霸王條款，不具法律效力，新浪微博事後也承認條款不當並作出修改，但該條款已經造成衆多在新浪微博上分享原創作品的人士移除微博內容並離開微博。

## 殭屍粉絲
殭屍粉絲，又稱死粉絲，新浪對其定義為：一些长期没有动态、同一IP地址申请多个微博号码的用户。殭屍粉絲會對認證用戶（即微博上帶V的用戶）加關注，非認證用戶（微博不帶V者）則不會被加關注。新浪公司解释這是手机用户注册时由系统自动产生的。但網上有部分用戶表示，新注册的帐号會在完全不知情的情况下自动关注了很多名人。
殭屍粉絲已形成一條產業鏈，網絡商店上有販賣殭屍粉絲的商家，以0.2元人民幣一個粉絲的價格販賣殭屍粉絲。但新浪現在已經會對殭屍粉絲進行審查和刪除，產業鏈也面臨斷裂。

### 影響
- 廣州知名主持人陳揚因殭屍粉絲問題，認為个人诚信受损，在2010年8月27日關閉了賬戶為chensir的新浪微博。[49]
- 2011年3月1日，廣東东莞市公安局在其官方新浪微博進行投票，調查人們對對東莞民警的印象。但調查結果幾日之內出現大變化，有部分投票用戶為當天註冊的新用戶，且无头像、无转发內容、无发言，引發人們對此次投票的質疑，並懷疑結果是殭屍粉絲造成。[51]

## 賬戶安全

### iPhone版客户端安全漏洞
2011年3月8日，科技博客“36氪”發現，新浪微博iPhone版客戶端的“郵件分享給好友”功能可能導致帳號被盜用。該功能將以郵件的方式發送微博內容給好友，內含了指向用户的带链接。点击前往該链接後點選界面上“我的首頁”的連結後，可進入該用戶的帳號。進入後，任何用戶都可以使用這個賬戶發表新微博，並對用户名、用户设置和信息等進行修改，但不能修改密碼。
然而在該文章發布後不久，36氪表示自己的新浪微博官方账户遭到冻结。後36氪的微博已解封，新浪方面表示账户被冻结是误会，并將會给出进一步解释。

### XSS漏洞
2011年6月28日，有微博用戶受到了跨站脚本XSS蠕虫攻擊，被攻擊的用戶會被自動地向粉絲發送“郭美美事件的一些未注意到的細節”、“建黨大業穿幫鏡頭”等比較流行的時事私信或微博引誘用戶點選連結，相互“感染”，并自動關注一位使用者名稱為hellosamy的微博用戶，受影響用戶接近33000個。

### 数据泄漏
2020年3月，网络安全公司默安科技创始人兼CTO魏兴国（微博用户名为「安全_云舒」）发现有5.38亿条微博用户的信息在暗网出售，其中1.72亿含有账号基本信息，涉及到的信息包括用户ID、微博数、粉丝数、关注数、性别、地理位置等，全部售价为0.177比特币，约合人民币7350元。「安全_云舒」称，这次数据泄露可能由于微博在2019年被人通过应用程序接口「薅走了一些数据」，并非「数据拖库」。微博认证的「微博安全总监」罗诗尧回应称泄漏的手机号是2019年通过通讯录上传接口被暴力匹配的，而其余公开信息都是从网上抓取的，并不涉及身份证、密码，不影响微博服务。罗诗尧称微博已在第一时间堵住漏洞并报警，同时也在追查网上售卖信息的黑灰产。但有质疑称出售的数据是通过SQL从数据库获取，并非微博方所称的接口，且微博方并没有指出诸如性别、地理位置等其他不能从通讯录上传接口获取的信息的来源。

## 盗号问题
新浪微博许多用户账号因一段时间以来不活跃、常年不登录、不使用、被从事黑产人员盗号从事违法活动、被盗号的微博账号通常在微博热搜评论区发布色情广告、算命、虚假筹款、外卖领劵等，谋取非法利益。尽管新浪微博多次整治，效果仍不明显。

## 言论自由

### 關鍵字封鎖
由於新浪微博在中国境内拥有几亿的註冊用戶，注册用户庞大、微博消息傳播速度极快且消息影響面很廣，所以新浪微博在中國國內和國外的多次重大事件中均進行了极其严厉的審查，手段均属中国境内微博之首。其中的審查手段包括：
- 對用户发言的內容进行審查。若发现含有敏感词的消息，可能根本无法发出、发送后会显示「微博发布成功，目前服务器数据同步可能会有延迟，请耐心等待1-2分钟。谢谢」但事实上该微博可能已经被直接删除，也可能发出后作者自己看起来一切正常，但别人完全看不到。
- 對搜索功能进行关键词过滤，若搜索含有关键词的字句，则提示「根據相關法律法規和政策，搜索結果未予顯示。」
- 用户的消息无法被公开阅读，只能登录后阅读，限制消息传播范围
- 禁止goo.gl等短缩链接服务和部分网站网址的传播
- 使用Unicode编码形式的藏文发送的微博文章，虽然能成功发布，但在半小时至一小时之内，其他用户无法阅读，因为这些内容可能会被进行人工审查以确定是否含有“有害信息”

同時，新浪微博還會對「人權」、「示威」、「三權分立」等敏感詞語和中國政府高層領導人名字進行封禁，如果對以上詞語進行搜索，將會返回“根據相關法律法規和政策，搜索結果未予顯示”的字句。
2011年下半年起，中国数字时代开始测试在新浪微博搜索功能中被屏蔽的关键词并不定期记录测试结果。同年10月17日，该项目开始公开向外征集线索，称之为新浪微博搜索敏感词开源项目。该项目包括了一份公开的新浪微博搜索禁词列表，该列表中记录了一千多个在新浪微博搜索功能中曾经或正在被屏蔽的词语或组合以及测试记录。

### 删除表情
每年6月4日前后，新浪微博会删除与悼念相关的表情：蜡烛、丝带。甚至在微博搜索关键字蜡烛会提示“根据相关法律法规和政策，‘蜡烛’搜索结果未予显示。”2017年7月13日，諾貝爾和平獎得主劉曉波逝世，新浪微博方面於當日夜間再次刪除相關表情，且包含表悼念意字母（R.I.P.）的微博或無法發出，或被刪除。
2017年9月13日，新浪微博逐步下线其自带表情包中带有吸烟元素，且代号为“酷”的表情，北京市控烟协会对这一行动点赞，并建议腾讯公司采取措施，将微信、QQ上的“吸烟表情”尽快撤除。

### 删除美国大使馆贴文
2022年7月7日，美国驻华大使尼古拉斯·伯恩斯周三声明，美方大使馆上周在微信、微博发表的三篇有关香港及乌克兰的文章遭网管删除，他呼吁北京当局允许中国人民看得到美国领导人发言，如同美国人民听得到中国领导人发言一样。 遭中国当局上周删去的两篇文章均于7月1日发表于微信，第一篇的题目是“布林肯国务卿声明：香港主权移交25年后”；第二篇的题目是“国家安全会议发言人艾德丽安·沃森就香港回归25年发表的声明”。

### 阿里巴巴相关的删帖
2020年4月17日微博股东阿里巴巴的高管蒋凡的夫人在微博曝光蒋凡出轨丑闻后微博被禁止评论，相关内容在微博上也被全面限制。
事后2020年6月10日，微博负责人王高飞遭到约谈，微博被要求整改，热门话题和热搜榜被禁止更新一周。

## 流量大V整治
有时新浪微博还会对一些非敏感的特定内容进行审查，手段包括但不限于删帖、禁止评论及撤下热搜，甚至连中国官媒及党政机关的官方微博也不能幸免。如共青团中央的官方微博就曾因为支持抵制被指是台独分子的戴立忍被删帖，各大媒体（包括《人民日报》）官方微博转载的红黄蓝虐童事件的政府官方新闻稿以及各方观点也曾被多次删除；新浪微博也被指为特定明星背书，如2019年10月封杀了大量曾经质疑姚晨的微博用户，2020年4月27日又将大量质疑肖战的微博用户销号。
在2016年赵薇事件中，新浪微博曾一度删除共青团中央及其他网友质疑赵薇的文章，并有意将此话题降温，引发“资本控制舆论”的争议。
2019年10月2日，女星姚晨批评中国政府暴政的恶之花事件再度引发关注。新浪微博CEO王高飞亲自回复提及此事的新浪微博用户，直接攻击该用户，表达歧视。最后，王高飞指责新浪微博用户“翻旧帐”像癌症。
2021年，微博發生了多起大規模整治名人的事件，理由包括或涉嫌性侵犯罪、逃稅、私生活及不當言論、歷史等，對多名娛樂文化界的「劣跡藝人」進行網絡「封殺」。

## 審查員機制
美国《时代周刊》曾报道指出，在新浪微博工作的审查员共有700多人。但刪帖過度也造成社會動盪，在新冠疫苗的一則帖子中，因為審查員質疑「污衊」國家而擅自封號，而後死者家屬自證清白，引發議論，等事情鬧大後，微博為此事還開除了審查員。

## 特殊賬戶名稱的處理
2010年12月5日，新浪微博用戶毛心宇收到新浪方面的通知，請求讓出其域名http://weibo.com/maoxinyu配合新浪開通毛澤東孫子毛新宇微博的業務，但并未成功。
2011年4月21日開始，有網友反映如“微支付”、“微招聘”、“微币”、“微公益”的特殊帳號被新浪方面強制改名收回。收回後不久，新浪即推出了相關的業務。在收回之前，新浪曾通知有關賬戶希望收回賬戶以迎合新浪方面的發展；但要求並未獲得同意。

## “禁止”第三方应用工具
新浪微博曾在2011年3月和7月禁止微博通、Follow5、FaWave、奶瓶腿等外部第三方应用工具。

## 无RSS输出
新浪微博官方一直没有开放RSS输出，可能是出于使提升用户在自己的网站浏览的时间和次数目的。也有用户使用第三方工具获取新浪微博的rss，配合rss阅读、ifttt使用。

## 违规开展视听节目服务
2017年6月22日，国家新闻出版广电总局已于近日发函，责成属地管理部门根据《互联网视听节目服务管理规定》对新浪微博在不具备《信息网络传播视听节目许可证》的情况下开展视听节目服务予以关停整顿。新浪微博对此回应称，微博用户上传非节目类视频不受影响。
6月28日，为配合广电总局整改，新浪微博宣布采取整改措施，其中包括关闭超过15分钟以上的长视频上传功能，以及自动解析、自动播放功能。同时新浪微博还要求用户如需传播视听节目，且已持有《信息网络传播视听节目许可证》的机构，应当按照许可证的各项要求开展业务；用户如需传播电影、电视剧，应当具有《电影片公映许可证》或《电视剧发行许可证》。未持有许可证的用户上传视听节目将予以屏蔽。
事发8个多月后，新浪微博再次爆出存在违规从事互联网视听节目服务行为。2018年2月24日，北京市新闻出版广电局、北京市文化市场行政执法总队约谈新浪微博网站负责人。经查，新浪微博存在未持有《信息网络视听节目许可证》擅自从事互联网视听节目服务、传播违反《互联网视听节目服务管理规定》第十六条规定的节目的行为。该网站未能有效履行主体责任，对向用户发布的违法违规视听节目未尽到审查义务，持续传播“炒作导向错误、低俗媚俗”等违法违规的视听节目内容，在内容审查和用户管理等方面存在较大管理漏洞，涉嫌违反《互联网视听节目服务管理规定》《互联网文化管理暂行规定》等相关法律法规。北京市新闻出版广电局、北京市文化市场行政执法总队责令新浪微博立即停止违规行为并限期整改。

## 遭非法盗取秒拍视频资源
2018年2月20日凌晨，有一些自媒体发现视频APP“快视频”在未经up主允许的情况下，大量盗取bilibili和秒拍等的视频，连up主的ID和视频下的评论也一并不经修改直接盗取，B站绑定的手机号码和密码以及快视频授权绑定的新浪微博ID均能直接登录。同日，bilibili通过认证号“up主首席执事”发布《关于某视频App盗传稿件事件的公告》呼吁维权，以及各新浪微博自媒体均发微博谴责奇虎360的恶劣行为。
12点55分，快视频回应称，快视频不存在数据库脱库、获取用户个人隐私的任何行为。部分博主传播的恶意诽谤、造谣传谣的言论严重损害快视频的声誉，快视频已对造谣行为进行报警处理，并将追究相应法律责任。之后经过排查发现部分快视频账号确实存在未经原创作者授权，私自搬用其内容，甚至冒用其头像及ID的行为，但否认存在盗取用户的帐号密码的行为。

## 封殺同性恋事件
2018年4月13日，新浪微博宣佈將對涉黃、暴力和同性戀題材的內容進行清查。而公益媒體「同志之聲」亦發出公告，稱由於不可抗力原因，其微博編輯部將無限期暫停工作，並以「願明天會更好！」結尾對讀者表達感謝。微博網友對此事件反應不一。
而在随后的2018年4月15日，官方媒体人民日报在其名为人民日报评论的微信账号中发文表示“性倾向不止一种，不管是同性恋还是双性恋都属正常，绝不是疾病。”